# Boomtown Festival

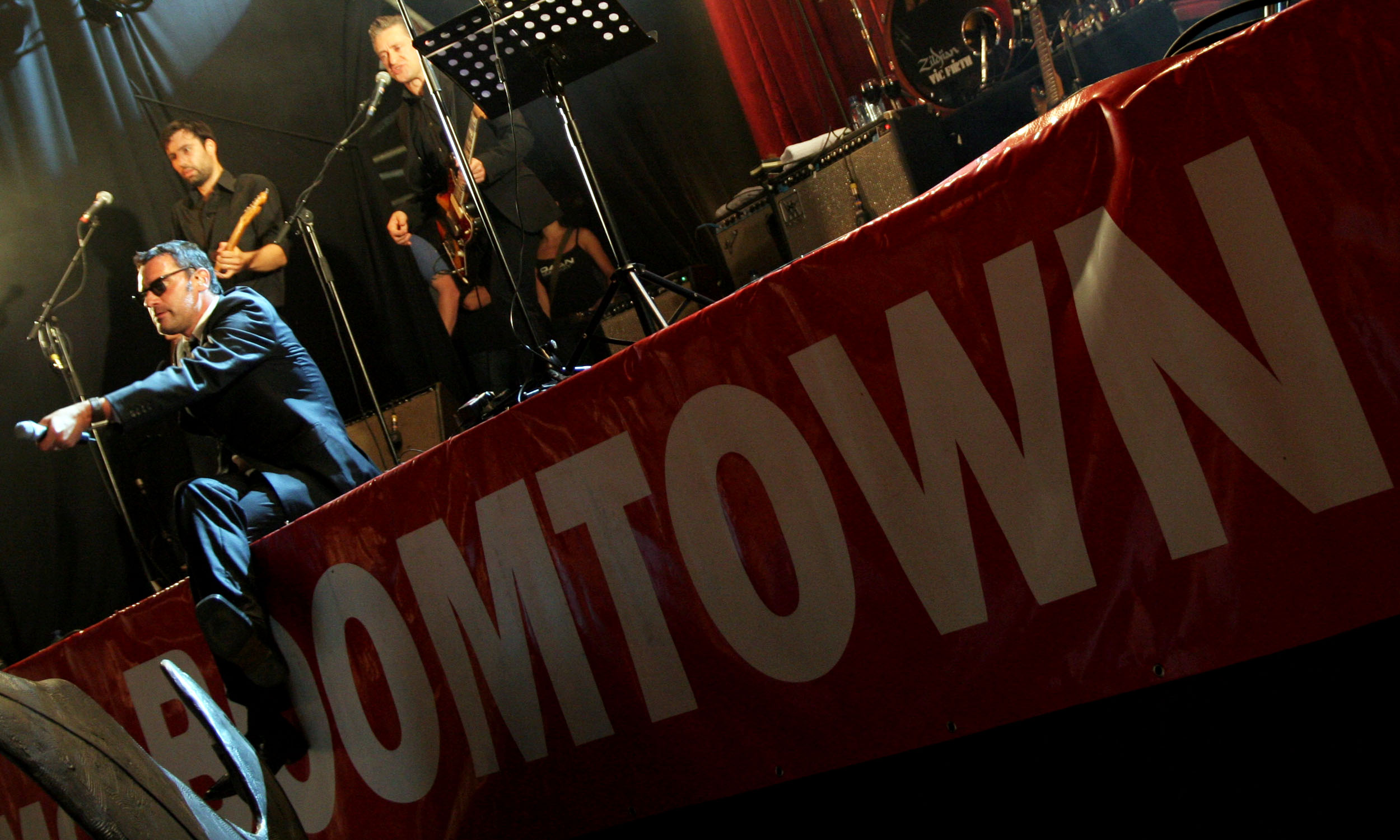
DAAN op Boomtown (2009)

Dr. Rubinstein op Boomtown (Dag 2, 15/07/2023)

Boomtown Festival is een Belgisch meerdaags popmuziekfestival dat plaatsvindt tijdens de Gentse Feesten, een tiendaags cultureel volksfeest in Gent. Aanvankelijk was het een initiatief van Cafe Video aan de Gentse Oude Beestenmarkt dat eigentijdse muziek wilde programmeren tijdens de feestenperiode. De eerste editie werd georganiseerd in 2002 en door de groeiende publieke belangstelling groeide het festival vrij snel uit tot een vaste waarde in het aanbod van de Gentse Feesten.

Dr. Rubinstein op Boomtown (Dag 2, 15/07/2023)

Na zes edities moest het festival op zoek naar een nieuwe locatie. In 2008 vond er een mini-versie plaats onder de naam "Boombox" in de Minnemeers in Gent. In 2009 werd de Oude Beestenmarkt definitief ingewisseld voor het centrale stadsplein de Kouter enerzijds en de concertzaal de Handelsbeurs aan datzelfde plein. De programmatie in open lucht bleef gratis, maar het gedeelte in de Handelsbeurs werd betalend. Op het plein werd dat jaar ook een tweede podium geïntroduceerd voor beginnende bands.
Boomtown programmeert een mix van vaste waarden en nieuw talent uit binnen- en buitenland. Gorki en DAAN speelden elk vier keer, maar ook buitenlandse grote namen als ...And You Will Know Us by the Trail of Dead, Spinvis of Efterklang passeerden de revue. Boomtown anno 2023 is een organisatie van Oude Beestenmarkt vzw, in samenwerking met Muziekclub Democrazy, HA Concerts, VIERNULVIER, Alles Kan, en de Stad Gent. 
Al van bij het prille begin zet Boomtown in op de ontwikkeling van duurzaamheid, volhoudbaarheid en toegankelijkheid op de diverse festivallocaties. 
| Editie              | Boomtown Festival |
| 20-29 juli 2002     | Oude Beestenmarkt |
| ------------------- | --- |
|                     | An Pierlé & White Velvet - Bolchi - DAAN - Goose - Hermano - 't Hof van Commerce - Krewcial - LeFtO - Mambo Kurt - Spoiler - Starfighter - Thou - Ultrasonic - Venus In Flames - Tom Wolf - DJ 4T4 - Dj Frigidaire - Dj Ronny Rolex & CinDC - Dj Issa - Dj Godeville - Dj Andre (king kong)- Dj Del Pierro - Dj Le Zain - Maxim & Guests - Frank Popp Ensemble - Ultrasonic - Dj Mo & Benoeli - Dj Thang |
| 19-28 juli 2003     | Oude Beestenmarkt |
|                     | Girls in Hawaii - Admiral Freebee - Satellite City - Dijenik - Dead Man Ray - Mintzkov Luna - Pitchtuner - Styrofoam - Stijn - Lewis in Heaven - Mauro - Sukilove - Orange Black - General Motor - Magnus dj-set - Ultrasonic - Plastyc Buddha - Bettie Serveert - PJDS - Rumplestitchkin - The Selecter - Bruno De Bruxelles - Raymzter - Skeem - Castro - Gorki |
| 17-26 juli 2004     | Oude Beestenmarkt |
|                     | Discobar Galaxie - Dj Randy Paris - Gorki - Lali Puna - To rococorot - Bernard Fleischman - Flip Kowlier - A Brand - Thou - Soledad Brothers - The Portables - Das Pop - Centro-Matic - Starflam - Skeemz - Arsenal - Briskey - Moiano - Sioen - Sukilove - Durango - DAAN - 2000 Monkeys - Maskesmachine - Ambrassband - Mintzkov Luna |
| 17-26 juli 2005     | Oude Beestenmarkt |
|                     | Maxon Blewitt - Absynthe Minded - Giant Sand - DAAN - Arsenal - Shameboy - Mr. Doorman - Waldorf - 13&God - DAAU - DJ TLP - Donkey Diesel - The Go Find - Hulk - Jerboa - Millionaire - Nid & Sancy - Le peuple de l'herbe - The Rhythm Junks - Shameboy - Solex - Starfighter - Stin - Stuurbaard Bakkebaard - Styrofoam - Tarwater - Triggerfinger - The Van Jets - Vandal X |
| 15-24 juli 2006     | Oude Beestenmarkt |
|                     | Le Rezo - Postman - Bauchklang - The Seven Laws of Woo - A Brand - Fence - Mint - The Shovels - Absynthe Minded - Venus - Balthazar - Bell Orchestre - DAAU - The Violent Husbands - An Pierlé & White Velvet - Savalas - Kawada - Buscemi - Briskey - Dijf - Monolite - Das Pop - Goose - I love you but I've chosen darkness - Rye Jehu - Girls Against Boys - The Thermals - Todd - The Rones - Tom Verlaine - Madensuyu - The Hickey Underworld - Silverflakes - 't Hof van Commerce - Lalalover |
| 14-23 juli 2007     | Oude Beestenmarkt |
|                     | The Go find - Mintzkov Luna - Gorki - Sioen - Spinvis - The Van Jets - Tellers - Frames - Delavega - Dez Mona - Billie King - Sean Lennon - Antibalas - Bonobo Live - Radio infinity - Tom Pintens - La Paz - N.O.M. - Arquettes - Transit - Nicole Willis & The Soul Investigators - Elio - Au Revoir Simone - The Rebelines - Fixkes - Herman Dune - The Bony King of Nowhere - The Germans - The Hong Kong Dong - I Do I Do - The Long Skins - Needle And The Pain Reaction - The Porn Bloopers - Saint Marteau - You Raskal You - Soma - Gèsman - Simplesongs - Piano Club - Black Jettas |
| 18-21 juli 2008     | Minnemeers (Boombox) |
|                     | Future of the Left - Girls in Hawaii - Madrugada - Foxylane - The Germans - Motek - Barbie Bangkok |
| 18-26 juli 2009     | Handelsbeurs (betalend, 18-21 juli) & Kouter (gratis, 22-26 juli) |
| Handelsbeurs        | Tom Pintens - Uberdope - De Jeugd Van Tegenwoordig - Sleepy Sun - Arbouretum - The Bony King of Nowhere - Mariee Sioux - Absynthe Minded - Groove Station - Mr. Vegas + Thugz Band - Gabriel Ríos |
| Kouter              | HOOFDPODIUM: Gorki - Discobar Galaxie - The Galacticos - Black Box Revelation - The Sedan Vault - Hitch - The Hickey Underworld - Pornorama - Barbie Bangkok - A Brand - Superlijm - Team William - DAAN |
| Kouter              | ALLES KAN PODIUM: De Predikanten - The Glen - Suburb Songs - Nova Zembla - Kapitan Korsakov - Koala - Plastik Pleasure - The Future Dead - Look & Trees - Velcronic |
| 20-24 juli 2010     | Handelsbeurs & Kouter |
|                     | Balthazar - Wallace Vanborn - 65days of Static - Chrome Hoof – Chokebore - Dum Dum Girls – Boston Tea Party - Amenra - School is Cool – Mintzkov – Dez Mona – Adam Green – Tape Tum – Vivian Girls – The Kissaway Trail - Joe Gideon and the Shark – Archie Bronson Outfit – Isbells – John Grant – Tommigun - The Van Jets – Junip – John Parish – Liesa Van der Aa – Sukilove - Waldorf – Flip Kowlier –An Pierlé & White Velvet – Shearwater – Arquettes – The Go Find - DAAU |
| 19-23 juli 2011     | Handelsbeurs & Kouter |
|                     | Avi Buffalo – Gorki – Deerhoof – Marble Sounds – Kiss the Anus of a Black Cat – Phoenix Foundation – 11th Dream Day – The Antler King – An Pierlé and White Velvet – Amatorski – Bob Log III – Herman Dune – Olafur Arnalds – Spokes – Taylor McFerrin – Frankie and the Heartstrings – Balthazar – The Bony King of Nowhere – Josh T Pearson – Teddiedrum – The Secret Sisters – Hannah Peel – 13&God – A Brand – Broken Glass Heroes – Architecture in Helsinki – Connan Mockasin – Tom Pintens – True Bypass – Intergalactic Lovers – Steak Number Eight – Yuko – Drums Are for Parades – About Group - The Future Dead - Love Like Birds - Compact Disk Dummies - Räpe Blossoms - Roselien - You Raskal You - JFJ - Horses - Ping Pong Tactics                                                                                          |
| 17-21 juli 2012     | Handelsbeurs & Kouter |
|                     | Marco Z – School is Cool – Cape Coast Radio – Slow Club – ‘t Hof van Commerce – Kimya Dawson – Kira Kira – Stealing Sheep – I Got You on Tape – De Mens – Orchestra of Spheres – Renee – Liesa Van der Aa – Sunday Bell Ringers – Love Like Birds – Creature with the Atom Brain – Hong Kong Dong – Vive la Fête – Sir Yes Sir – Geppetto & The Whales – Isbells – Het Zesde Metaal – Flying Horseman – Frankie Rose – Little Trouble Kids – Great Mountain Fire – Steak Number Eight – Sioen – Safi & Spreej – Absynthe Minded – Gruppo di Pawlowski – V.O. – Manngold de Cobre – Eefje de Visser – Beuzak – Willow – The Hickey Underworld – Bed Rugs – Horses on Fire – Kapitan Korsakov – Wallace Vanborn – Roosbeef – Anton Walgrave – Gravenhurst                                                                                     |
| 23-27 juli 2013     | Handelsbeurs & Kouter |
|                     | 't Hof van Commerce – DIIV – Iceage – White Fence – Raketkanon – Coely – Delv!s – The Van Jets – Marble Sounds – The Thermals – Dark Dark Dark – Jacco Gardner – Sukilove – Pinkunoizu – The Leisure Society – Efterklang – Amenra – An Pierlé – Get Well Soon – The Black Heart Rebellion – Ian Clement – BRNS – Spinvis – Jef Neve – Dans Dans – Sir Yes Sir – Believo! – The Germans – Pomrad – The Bony King of Nowhere – ...And You Will Know Us by the Trail of Dead – Siinai – Tomàn – Stuurbaard Bakkebaard – Will Johnson – David Lemaitre – Will Samson – Oscar and the Wolf |
| 22-26 juli 2014     | Handelsbeurs & Kouter |
|                     | 65daysofstatic, Son Lux, Girls in Hawaii, Raketkanon, Madensuyu, The Chills, The Hidden Cameras, Eagulls, Hauschka, Wallace Vanborn, STUFF., Mintzkov, Mick Turner, Flying Horseman, Amatorski, The Sore Losers, EF, Kapitein Winokio, Geppetto And The Whales, Fifty Foot Combo, ID!OTS, Hitsville Drunks, The Rhythm Junks, Steak Number Eight, Gin Ga, Say Yes Dog, Rangleklods, Jacob Bellens, Douglas Dare, Ostyn, My Sad Captains, Gruppo Di Pawlowski, Yuko, Flat Earth Society Ft. Mauro Pawlowski, Black Cassette, Little Trouble Kids, Robbing Millions, The Go Find, Teen, Hydrogen Sea, Strand, Falling Man, Arise Fair Sun, Bazart, Bearskin, Brutus, Gilman, I Will, I Swear, Japan4, Sea Peoples, Teen Creeps, Yawns, 't Schoon Vertier, Trashcan Blues Collective, Ynoji, Winter Trees, Samowar, Mek, St. Grandson          |
| 21-24 juli 2015     | Handelsbeurs & Kouter |
|                     | Unknown Mortal Orchestra, Flip Kowlier, Meuris, Het Zesde Metaal, Tourist LeMC, BRNS, Jacco Gardner, Team William, Douglas Firs, Great Mountain Fire, Bed Rugs, Hong Kong Dong, Soldier's Heart, Kenji Minogue, Faces On TV, Lohaus, Sperwer, Momma Said So, Berg, Ides Moon, Freaks Up Front, Wooly Mammoths, Dirk., Modern Art, ZwartWerk, Kapitein Winokio, Lambchop, Sun Kil Moon, Andy Stott, Dans Dans, Cold Specks, Blaue Blume, The Hickey Underworld, Wallace Vanborn, VRWRK, Torn Hawk, Sekuoia, Chantal Acda, Love Like Birds, The Germans, Tora, Yuko, Stadt, Yellowstraps, Oaktree & Avondlicht, Condor Gruppe, First Last Anybody, Silke, Milo Meskens, Onmens, Karen Vanhulle |
| 19-23 juli 2016     | Handelsbeurs & Kouter |
|                     | The Boxer Rebellion, De Staat, Compact Disk Dummies, Alice On The Roof, STUFF., Ertebrekers, Protection Patrol Pinkerton, Woodie Smalls, The Violent Husbands, Faces On TV, Go March, De Piepkes, Billie, Fùgù Mango, Pepe, Glints, Alpha Whale, Yamantau, Neufchâtel, Berrykrimi, Seizoensklanken, Poolside Echo, Morphine Milkshake, The Girl Who Cried Wolf, Undskyld, (Run) Sofa, Damien Jurado, Giant Sand, Mykki Blanco, Slow Magic, Gabriel Ríos, Het Zesde Metaal, Wim Mertens, An Pierlé, Anna Meredith, Marble Sounds, Flying Horseman, The Black Heart Rebellion, William Fitzsimmons, Kiss The Anus Of A Black Cat, Echo Beatty, First Hate, De Portables, Dijf Sanders, Warhaus, Zimmerman, Blackie & The Oohoos, Milo Meskens, Inwolves, Avondlicht, Ripple Effect, Ronin The Wolf, Vloedt, Tamino, Leonore, Kapitein Winokio |
| 18-22 juli 2017     | Opera, Handelsbeurs & Kouter |
|                     | Spinvis, Delv!s, Tjens Matic, Blaudzun, Kenji Minogue, Dr. Lektroluv, Kapitein Winokio, Kel Assouf, Fùgù Mango, Robbing Millions, Pomrad, Brihang, Equal Idiots, WWWater, Amongster, ID!OTS, Shht, Beatsforbeaches, UMM, Thyself, Madame Blavatsky, O'Grady, Fantoompijn, Bonzo, Catbug, Jay MNG, Marta Del Grandi, Anne Van De Star, Mayemi, Absynthe Minded, Gabriel Ríos, Melanie De Biasio, Jef Neve presents Spirit Control, J. Bernardt, Jan Swerts, Gruppo Di Pawlowski, Dans Dans, Oathbreaker, CHVE / Syndrome, Roméo Elvis, Beraadgeslagen, La Jungle, Zwangere Guy, Mattias De Craene III (MDCIII), Paper Hats, Klangstof, Dieter Von Deurne & The Politics, K1D, Supergenius |
| 17-21 juli 2018     | Opera, Handelsbeurs & Kouter |
|                     | Absynthe Minded, Teme Tan, Kevin Morby, 't Hof van Commerce, MILOW, Nordmann, Borokov Borokov, Girls in Hawaii, Blu Samu, BRNS, Stikstof, Suzanne Vega, Tin Fingers, Le 77, STUFF., Binkbeats, Echo Beatty, Spinvis, Hi Hawaii, The Black Heart Rebellion, Discobar Galaxie, Ivy Falls, Vive la Fête, Sylvie Kreusch, Adamo, Curtis Alto, Tsar B, Het Zesde Metaal, Dijf Sanders, Douglas Firs, Flying Horseman, Jasper Steverlinck, Portland, Condor Gruppe |
| 23-27 juli 2019     | Opera & Kouter |
|                     | Emy, Josephine, Stikstof, Charlotte Adigéry, Lady Linn, Raman, Black Leather Jacket, Sons, CPEX, Graham Nash, Calicos, Maurits Pauwels, Mooneye, Ertebrekers, Dez Mona, The Bony King Of Nowhere, Hyper!, Monkey Juice, Rhea, The Kids, De Mens, Kapitein Winokio, Gilman, Laguna, Vito, Faces On TV, Warhola, Marble Sounds, Isbells |
| 18-19 juli 2020     | Verschillende locaties langs de Gentse kades (Drijf～In) |
|                     | Meskerem Mees, Crooked Steps, Mattias De Craene, EMY, dirk., Berlinde Deman |
| 24-27 augustus 2021 | Opera & Kouter |
|                     | Sam De Nef, Elias, Dans Dans, Millionaire, Moody Mae, Jibran, Coline & Toitoine, M I M I, Abraham Blue, BRYN, Ashley Morgan, Miss Angel, MC Yallah & Debmaster, David Numwami, Wallace Vanborn, Psychonaut, Brutus, Tsar B, AliA & DTM Funk, San Soda, Nosedrip b2b Orpheu The Wizard, Ansatz Der Machine |
| 15-20 juli 2022     | Opera, Handelsbeurs & Kouter |
|                     | BLUAI, Kids With Buns, Nordmann, SHHT, Jo Quail, Emma Ruth Rundle, Joan As Police Woman, Porcelain ID, Pom, Wies, Kuba’97, Lola Haro, Violet, DJ BORING, Salut c'est cool, Circular Square, Leese, Zero Crossing Point, Lander & Adriaan, Borokov Borokov, Acid Arab, Naima Joris, Stavroz, Collab Coalition, Bobbi Lu, Vlerk, ILA, RHEA, dirk., [[Beak>]], Gilla Band, Scarificator, Divided, Meltheads, K.ZIA, Blu Samu, Lord Apex, Mykki Blanco, Amazumi, Tabot & Friends, San Andreas, Bibi Seck, Esa, Optimo, Carista, Mulatu Astatke, KOKOKO!, Aili, Asa Moto, MONOMONO, Niels Orens, Jennifur |
| 14-20 juli 2023     | Handelsbeurs, Plek & Kouter (Kiosk en Alles-Kan-podium) |
| 14 juli 2023        | Alles Kan-podium: Echofarmer / 2 Times Nothing / KAU / Kiosk: M.CHUZI / Condor Gruppe / Dans Dans / ECHT! / Handelsbeurs: Alabaster DePlume / Oracle Sisters |
| 15 juli 2023        | Alles Kan-podium (in Plek): Adash Rinn / Ba$$$let / Mauve / Clit0rius / Rotbrijn / Wørtaal / Kiosk: Leese / Jennifur / Emily Jeanne / Courtesey / Dr. Rubinstein |
| 16 juli 2023        | Alles Kan-podium: STEVE / Marcel / Sweats / Kiosk: Barno Koevoet & The Duijmschpijkers / Hideous / Slow Crush / STAKE / Handelsbeurs: Whispering Sons |
| 17 juli 2023        | Alles Kan-podium: Poolface / Krak / Platypussies / Kiosk: Peuk / Tramhaus / Doodseskader / Meltheads |
| 18 juli 2023        | Alles Kan-podium: Zayn Zephyr / Nicotine / Velvette Teddy / Monsieur Moyen / Fro Lestragne / Lou Lestragne / Deafne Lestragne / Kiosk: Mayorga / UCHE YARA / Sophie Straat / De Staat / Handelsbeurs: Marble Sounds / Willy Mason |
| 19 juli 2023        | Alles Kan-podium: Zes Gang / Low G / Moedertaal / Kiosk: Martha Da’ro / QuinzeQuinze / Chibi Ichigo / Glints |
| 20 juli 2023        | Alles Kan-podium (in Plek): Lercangee b2b R/8 / Ax Emblem b2b Ruby / OTON / Trillosta b2b Rick Insonne / Kiosk: Mr. Scruff / AliA / Soichi Terada / Kamma & Masalo / Handelsbeurs: Gabriel Rios / Marina Herlop |